# Šikin
Šikin je priimek več oseb:
- Genadij Serafirnovič Šikin, ruski diplomat
- Josif Vasiljevič Šikin, sovjetski general